# Den officielle 9/11-rapport
Den officielle 9/11-rapport,(Engelsk: The 9/11 Commission Report), formelt kaldet Final Report of the National Commission on Terrorist Attacks Upon the United States, er den officielle rapport om de begivenheder, som førte til terrorangrebet 11. september 2001. Den blev skrevet af National Commission on Terrorist Attacks Upon the United States (informelt undertiden kendt som 9/11 Commission eller Kean/Zelikow Commission) på anmodning fra USAs præsident og USAs Kongres, og den er til rådighed for offentligheden som gratis download.
Kommissionen trådte sammen den 2. november 2002 (441 dage efter angrebet), og dens endelige rapport blev udgivet den 22. juli 2004. Det var oprindeligt meningen at rapporten skulle frigives den 27. maj 2004, men et kompromis indgået mellem kommissionen og talsmanden for Repræsentanternes Hus, Dennis Hastert, tillod en 60 dages forlængelse , indtil den 26. juli 2004.

## Resultater
Kommissionen interviewede mere end 1.200 mennesker i 10 lande, og gennemlæste mere end 2½ million sider med dokumenter, inklusive visse hemmeligstemplede. Kommissionen baserede sig stærkt på FBI's undersøgelse, PENTTBOM. Før rapporten blev frigivet til offentligheden, blev den gennemchecket for potentielt hemmeligstemplet materiale, og redigeret hvis nødvendigt.
Efter frigivelsen af rapporten, erklærede formanden for kommissionen, Thomas Kean, at hverken præsidenterne Bill Clinton eller George W. Bush var 'blevet betjent ordentligt' af FBI og CIA.
Foruden at identificere efterretningsfejl begået før angrebene, fremlagde rapporten som bevis følgende:
- Overvågningsvideoer af flykaprerne, da de passerede gennem lufthavnens sikkerhedstjek.
- Stemmeoptagelser fra United 93's sorte boks af både terroristerne og passagererne, der prøver at overtage flyet.
- Øjenvidneberetninger fra passagerer, mens disse beskrev deres sidste øjeblikke overfor familiemedlemmer og myndigheder på airphones og mobiltelefoner fra de fortabte flys kabiner.

## Litterær kritik
Selvom regeringsrapporter ikke er kendt for deres prosa, blev rapporten meget rost for dens litterære kvaliteter. I New York Times priste Richard Posner den som "ualmindelig klar, ovenikøbet medrivende" og kaldte den "en usandsynlig litterær triumf". Rapporten strøg til tops på flere bestseller-lister og blev rost af anmelderne for dens letlæselighed og styrken af dens fortælling. I et overraskende træk udnævnte National Book Foundation rapporten til finalist i National Book Awards non-fiktion kategori for 2004.

## Eksterne links
- Wikimedia Commons har flere filer relateret til Den officielle 9/11-rapport
- The 9/11 Commission Report – Authorized Edition Arkiveret 23. april 2016 hos  Wayback Machine (2.3 MB PDF)
- Search the 9/11 Commission Report indexed by individual paragraphs, with clustered search results
- XHTML version of the full 9/11 Commission Report Arkiveret 15. oktober 2017 hos  Wayback Machine (hand-converted XHTML format)
- A related 9/11 report from Congress in text format Arkiveret 13. maj 2010 hos  Wayback Machine
- The 9/11 Public Discourse Project, an extension of the 9/11 Commission's work Arkiveret 2. februar 2007 hos  Wayback Machine
- Video of 9/11 events (split screen) supplemented with text from Commission Report findings
- 9/11 Report: Key Findings Arkiveret 11. april 2008 hos  Wayback Machine from the BBC
- Slate's The 9/11 Report: A Graphic Adaptation by Sid Jacobson and Ernie Colón Arkiveret 1. januar 2007 hos  Wayback Machine
- Norman Mineta's Testimony to the 9/11 Commission Arkiveret 2. september 2007 hos  Wayback Machine (Google Video)
- Senior Military, Intelligence, Law Enforcement, and Government Officials that Question the 9/11 Commission Report Arkiveret 2. juni 2008 hos  Wayback Machine
- Opening of The Path to 9/11 (based on 9/11 Commission Report), ABC, September 10, 2006, including disclaimer Arkiveret 24. december 2015 hos  Wayback Machine

### Nævneværdige artikler vedrørende rapporten
- 9/11 panel report: 'We must act' Arkiveret 24. november 2007 hos  Wayback Machine – from CNN
- The 9/11 Report Raises More Serious Questions About The White House Statements On Intelligence Arkiveret 12. maj 2008 hos  Wayback Machine – by John Dean
- 9/11 Chair: Attack Was Preventable Arkiveret 14. maj 2008 hos  Wayback Machine – from CBS
- Bush vows to heed 9/11 report advice Arkiveret 23. november 2007 hos  Wayback Machine – from MSNBC
- Pinning the Blame Arkiveret 9. juli 2008 hos  Wayback Machine – from the New York Review of Books
- Group of 9/11 widows 'question the veracity of the entire Commission’s report' Arkiveret 25. april 2008 hos  Wayback Machine – from Raw Story, including a copy of their statement